# Entreprise hydraulique et travaux publics
Cet article concerne l'entreprise EHTP. Pour l'école supérieure marocaine, voir École Hassania des travaux publics.
L'Entreprise hydraulique et travaux publics (EHTP) est une entreprise de travaux publics créée en 1974. Elle est membre du Groupe NGE depuis sa création en 2002.

## Direction
L'entreprise est dirigée par Joël Perelle (Président) et Gérard Londos (Directeur général).

## Domaines d'activité
- Assainissement
- Réseaux d'eaux usées
- Réseaux d'eaux pluviales
- Fibre optique
- Ouvrages Antipollution

## Réalisations notables
- Center Parc du domaine de l’Ailette
- Raccordement de la ZI de Menton au réseau collectif d’assainissement
- ZAC du Tasta
- Tramway de Montpellier (Hérault)
- Réhabilitation des réseaux de transfert à Draguignan
- LGV EST lot 14/21 et 33
- Autoroute A9
- Autoroute A20
- Autoroute A89